# Acampe carinata
A cam Nam Á (danh pháp hai phần: Acampe carinata) là một loài thực vật có hoa trong họ Lan. Loài này được (Griff.) Panigrahi mô tả khoa học đầu tiên năm 1985.